# Moldauische Fußballmeisterschaft der Frauen
Die Divizia Națională Feminină ist die höchste Spielklasse im Frauenfußball in der Republik Moldau. Sie wird seit 1996 durchgeführt. Beim Start nahmen sechs Vereine teil. Meister wurde das Team FC Codru Chișinău. Über die Vereine und deren Entwicklungen sowie Umbenennungen ist bisher nur sehr wenig bekannt. Rekordsieger mit sieben Titeln ist der FC Codru Chișinău, der zwischenzeitlich auch unter dem Namen FC Codru Anenii Noi spielte.

## Meister
- 1996/97: FC Codru Chișinău
- 1997/98: FC Codru Chișinău
- 1998/99: Constructorul Chișinău
- 1999/00: Constructorul Chișinău
- 2000/01: FC Codru Chișinău
- 2001/02: FC Codru Anenii Noi
- 2002/03: FC Codru Anenii Noi
- 2003/04: FC Codru Anenii Noi
- 2004/05: FC Codru Anenii Noi
- 2005/06: FC Narta Chișinău
- 2006/07: FC Narta Chișinău
- 2007/08: FC Narta Chișinău
- 2008/09: FC Narta Chișinău
- 2009/10: FC Roma Calfa Puhaceni
- 2010/11: CS Goliador Chișinău
- 2011/12: CS Noroc Nimoreni
- 2012/13: CS Goliador Chișinău
- 2013/14: CS Goliador Chișinău
- 2014/15: CS Noroc Nimoreni
- 2015/16: ARF Criuleni
- 2016/17: CS Noroc Nimoreni
- 2017/18: Agarista-ȘS Anenii Noi
- 2018/19: Agarista-ȘS Anenii Noi
- 2019/20: kein Meister (Abbruch aufgrund der Corona-Pandemie)
- 2020/21: Agarista-ȘS Anenii Noi
- 2021/22: FC Maksimum Cahul
- 2022/23: Agarista-ȘS Anenii Noi
- 2023/24: Agarista-ȘS Anenii Noi
- 2024/25: Agarista-ȘS Anenii Noi